# درهم بن نضر
درهم بن نضر یا درهم بن نصر یا درهم بن حسین، از مطوعه خوارج ستیز بود که در زرنگ به قدرت رسید. او یکی از سرداران سپاه صالح بن نضر بود. وی در سال ۲۴۳ق /۸۵۸م به جای او به امیری سیستان رسید و سه سال در مقام خویش ماند. با اینکه نام پدر او و صالح یکی است اما در هیچ جا آن دو برادرخوانده نشدند. یعقوب لیث صفاری از سرداران سپاه درهم بود که بعد از آنکه در جنگ با خوارج شجاعت و دلیری فراوان از خود نشان داد، درهم از قدرت و نفوذ او ترسید و نقشه قتلش را کشید، اما قبل از اجرایی‌کردن نقشه‌اش، یعقوب این موضوع را فهمید و درهم را زندانی کرد. چندی بعد او مورد بخشش یعقوب قرار گرفت و با اجازه یعقوب به سفر حج رفت. هنگام بازگشت نامه‌ای از خلیفه عباسی برای یعقوب آورد و اندکی بعد از سفر درگذشت.